# Liste der Monuments historiques in Illfurth
Die Liste der Monuments historiques in Illfurth führt die Monuments historiques in der französischen Gemeinde Illfurth auf.

## Liste der Bauwerke
| Bezeichnung             | Beschreibung                                            | Standort                        | Kennzeichnung | Schutzstatus | Datum     | Bild           |
| ----------------------- | ------------------------------------------------------- | ------------------------------- | ------------- | ------------ | --------- | -------------- |
| Oppidum von Britzgyberg | zwischen 620 und 430 v. Chr. genutzt                    | östlich des Ortes (Lage)        | PA00085747    | Inscrit      | 1989 1995 |                |
| Alte Kirche St-Martin   | ehemaliger Chorturm einer abgebrochenen Kirche, um 1300 | Place de l’Abbé-Bochelen (Lage) | PA00085466    | Classé       | 1991      | weitere Bilder |
| Burnkirch               | ab 1373                                                 | südlich des Ortes (Lage)        | PA00085465    | Inscrit      | 1958      | weitere Bilder |

## Liste der Objekte
| Bezeichnung                                 | Beschreibung                                                       | Standort                             | Kennzeichnung | Schutzstatus | Datum | Bild |
| ------------------------------------------- | ------------------------------------------------------------------ | ------------------------------------ | ------------- | ------------ | ----- | ---- |
| Orgel                                       | Haupteintrag für PM68000961                                        | in der Kirche St-Martin (Lage)       | PM68000960    | Inscrit      | 1977  |      |
| Orgelprospekt                               | 1828 von Joseph Callinet gebaut; 1970 in die neue Kirche umgesetzt | in der Kirche St-Martin (Lage)       | PM68000961    | Inscrit      | 1977  |      |
| Vier Skulpturen                             | Anfang des 18. Jahrhunderts                                        | im Pfarrhaus (Lage)                  | PM68001520    | Inscrit      | 1995  |      |
| Wandgemälde                                 | 16. Jahrhundert                                                    | in der Burnkirch (Lage)              | PM68000128    | Classé       | 1979  |      |
| Gemälde Der heilige Martin teilt den Mantel | Ölfarbe auf Leinwand, vermutlich aus dem 18. Jahrhundert           | in der alten Kirche St-Martin (Lage) | PM68001077    | Inscrit      | 1989  |      |
| Skulptur Madonna mit Kind                   | Holz, farbig gefasst und vergoldet, um 1500                        | in der Kirche St-Martin (Lage)       | PM68001077    | Inscrit      | 1995  |      |
| Pietà                                       | Holz, farbig gefasst und vergoldet, Anfang des 16. Jahrhunderts    | in der Kirche St-Martin (Lage)       | PM68000451    | Classé       | 1978  |      |